# عسلة شبكية
العسلة الشبكية (باللاتينية: Lonicera reticulata) نبات زينة متسلق ينتمي إلى جنس العسلة من الفصيلة الخمانية.

## البيئة والانتشار
موطنها الوسط الشمالي للولايات المتحدة.

## الوصف النباتي
نبات معمر شجيري دائم الخضرة ومتسلق. الساق أسطوانية بنية لا تتقشر. الأوراق بيضية متقابلة.